# Jennifer Wexton
Jennifer Lynn Wexton, nata Tosini (Washington, 27 maggio 1968), è una politica statunitense, membro della Camera dei Rappresentanti per lo stato della Virginia dal 2019 al 2025.

## Biografia
Nata a Washington in una famiglia italoamericana, figlia di due economisti, Jennifer Tosini frequentò l'Università del Maryland, College Park e dopo la laurea in giurisprudenza lavorò come avvocato in Virginia.
Entrata in politica con il Partito Democratico, nel 2014 fu eletta all'interno del Senato statale della Virginia, la camera alta della legislatura statale.
Nel 2018 si candidò alla Camera dei Rappresentanti contro la deputata repubblicana in carica Barbara Comstock e riuscì a sconfiggerla con un ampio margine di scarto.
Nella stessa tornata elettorale vennero elette insieme a Jennifer Wexton altre due donne democratiche, Elaine Luria ed Abigail Spanberger.

## Vita privata
Ha sposato Andrew Wexton nel 2001.  Hanno due figli.